# Maironis
Maironis (nascut Jonas Mačiulis, (Pasandravys, 2 de novembre de 1862, 28 de juny de 1932) és un dels més coneguts poetes del romanticisme de Lituània.
Va néixer a Pasandravys, districte del municipi Raseiniai, Lituània. Maironis es va graduar a l'escola secundària de Kaunas i va anar a estudiar literatura la Universitat de Kíiv. Tanmateix, el 1884, després d'un any d'estudis a la universitat, va entrar al Seminari Espiritual de Kaunas. Estant en el seminari, Maironis va esdevenir un membre actiu del Renaixement nacional lituà. Va escriure una sèrie de poemes, alguns d'ells es troben en la seva obra més famosa de col·lecció de poemes Pavasari Balsai («Les veus de la primavera»). Més tard, Maironis va estudiar a l'Acadèmia Teològica Catòlica de Sant Petersburg.
Els últims anys de la seva vida, Maironis va treballar com a rector del Seminari Priest de Kaunas i com a professor de literatura a la Universitat de Lituània. Va morir a Kaunas als 69 anys, va ser enterrat en un mausoleu construït a la catedral de Kaunas.
La seva casa a Kaunas ha estat transformada en Museu Maironis de Literatura Lituana.

## Poesia de Maironis
- http://members.efn.org/~valdas/maironis.html Arxivat 2012-05-05 a Wayback Machine.
- Listen to "Kur bėga Šešupė" (lituà)
- Lithuanian Classic Literature Anthology

## Galeria

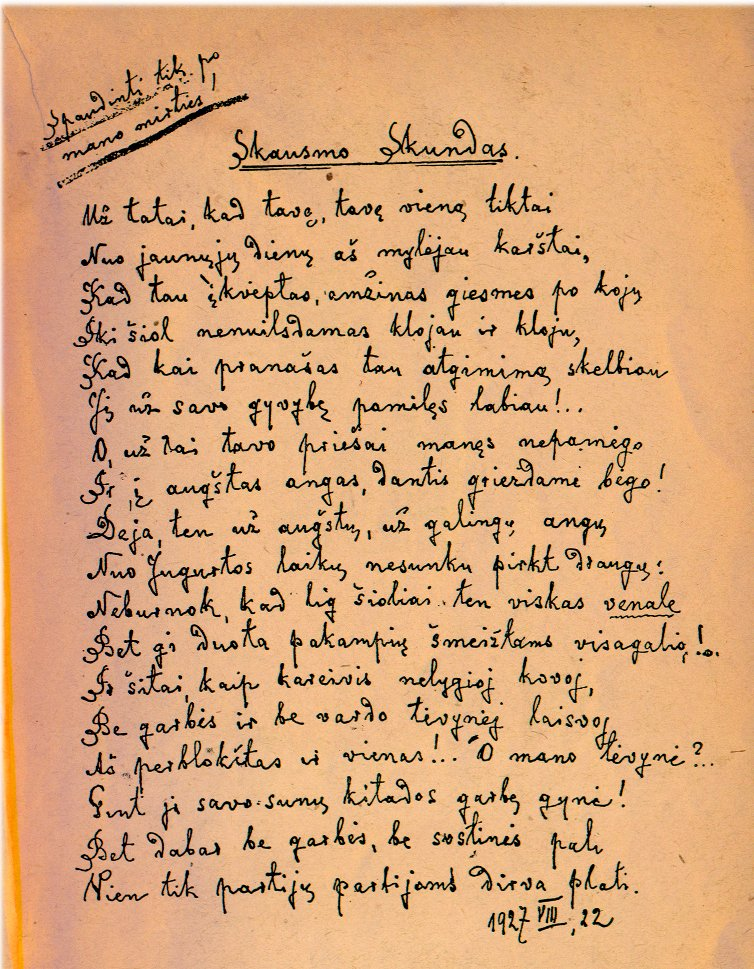
Poema de Maironis Skausmo skundas.
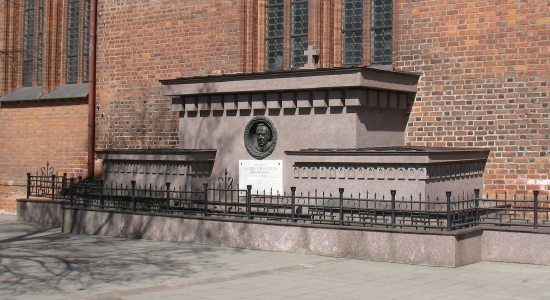
Tomba monument a la catedral de Kaunas.
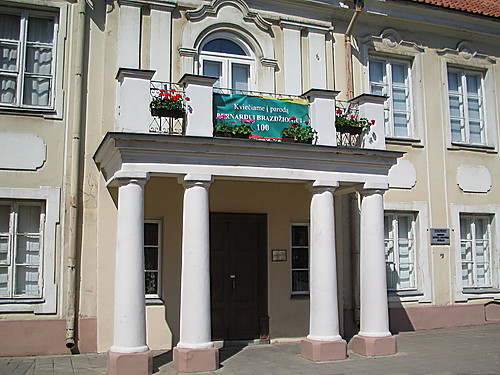
Museo de Maironis de Literatura lituana en Kaunas.